# Constantí Gómez Salvador
Constantí Gómez i Salvador (1865-1937) fue un pintor español.
Fue discípulo de Francesc Garcia y Marco y de Joan Peiró. Cultivó todos los géneros, especialmente el paisaje y la pintura histórica, empleando tanto acuarela como óleo, y en cuadros preferentemente de pequeño formato. Fue profesor en Valencia, su ciudad natal, y en Manises. Fue premiado en la Exposición Regional Valenciana de 1909.
En 1932 fue uno de los signatarios de las Normas de Castellón, que suponían para la variedad valenciana de la lengua catalana la transposición de los criterios ortográficos de Pompeu Fabra.